# Elisa Uga
Elisa Uga (* 27. Februar 1968 in Vercelli) ist eine ehemalige italienische Degenfechterin.

## Erfolge
Elisa Uga erzielte den Großteil ihrer internationalen Erfolge im Mannschaftswettbewerb. Im Einzel gelang ihr 1998 in Plowdiw der Titelgewinn bei den Europameisterschaften, darüber hinaus gewann sie 1999 in Bozen Silber und 1993 in Linz Bronze. 1999 wurde sie zudem mit der Mannschaft Europameisterin. Bei Weltmeisterschaften gewann sie drei Bronzemedaillen sowie eine Silbermedaille. Bei den Olympischen Spielen 1996 in Atlanta belegte sie in der Einzelkonkurrenz den 14. Platz. In der Mannschaftskonkurrenz erreichte sie gemeinsam mit Margherita Zalaffi und Laura Chiesa nach Siegen gegen Estland und Ungarn das Finale, in dem sich Frankreich mit 45:33 durchsetzte.